# La Guerre hors limites
La Guerre hors limites. La guerre et réflexion sur l'art de la guerre à l'époque de la mondialisation (en chinois simplifié : 超限战 ; en chinois traditionnel : 超限戰) est un livre de géopolitique écrit par un général et un haut fonctionnaire chinois, Qiao Liang et Wang Xiangsui, et publié en 1999. Devenu un classique de la géopolitique chinoise, le livre bénéficie d'une forte influence parmi les élites militaires et diplomatiques chinoises.
La thèse principale de l’œuvre est la suivante : « Le champ de bataille de la guerre hors limites n'est pas le même que par le passé puisqu'il comprend tous les espaces naturels, l'espace social et l'espace en pleine croissance de la technologie, tel l'espace nanométrique. Désormais ces différents espaces s'interpénètrent ». Le livre promeut une stratégie permettant à la Chine de défaire les États-Unis malgré le différentiel des puissances entre les pays. Il préconise une stratégie de subversion pour affaiblir l'ennemi de l'intérieur, ainsi que le recours à la guerre juridique et à la guerre économique.

## Présentation générale

### Histoire de publication
La Guerre hors limites est écrite par Qiao Liang et Wang Xiangsui, deux militaires chinois haut gradés. Qiao Lang est directeur adjoint du bureau de la prospective au département politique de l'armée de l'air, et Wang Xiangsui est directeur au bureau politique de la région militaire aérienne de Canton. Ils se rencontrent vers 1996, et, devant ce qu'ils perçoivent comme des provocations américaines lorsque les États-Unis protègent et arment Taïwan cette année-là, décident d'écrire un manuel de stratégie pour leur pays. Le livre est écrit entre le 2 mars 1998 et le 8 décembre, à Pékin.
Le livre est rapidement traduit en anglais (2000) et en français (2003).

### Contenu
La Guerre hors limites préconise l'emploi par la Chine de tous les moyens, dont les moyens non militaires, pour perpétuer l'effort guerrier afin de vaincre l'adversaire principal qu'est l'Amérique. Il s'agit d'une extension du domaine de la guerre aux domaines technologiques, agricoles, économiques, juridiques, etc. Cette thèse provient du constat de ce que la frontière entre le militaire et le civil a été abolie.
Le livre se veut un mode d'emploi de la stratégie géopolitique chinoise à l'avenir. Il donne les clefs de la lutte contre le terrorisme islamique en analysant les erreurs commises par les atlantistes. Les auteurs considèrent que la guerre du Golfe doit servir d'électrochoc à la Chine et lui faire comprendre la nécessité de se développer stratégiquement pour préparer sa confrontation aux États-Unis. 

## Résumé

### Préface
Les auteurs soutiennent que la guerre du Golfe, malgré sa faible durée, est un moment pivot dans l'Histoire. Les auteurs tracent en lien direct entre l'implosion de l'Union des républiques socialistes soviétiques, le développement de l'Internet, la crise financière asiatique de 1997, la mise en place de l'Euro, et cette guerre américaine.
Liang et Xiangsui considèrent les États-Unis comme une puissance qui se sait en déclin : « un acteur terriblement arrogant, dont l'action a changé le cours de l'Histoire, se trouve soudainement être la dernière personne à jouer ce rôle unique [...] et il sait déjà qu'il n'a plus de chance de rester le protagoniste à l'avenir [...] Que doit-il ressentir ? ». Le début de cette décadence est visible dans les opérations militaires peu glorieuses menées par les Américains après l'opération Tempête du désert.
La thèse défendue par les auteurs est que la guerre s'est irrémédiablement métamorphosée, sous l'effet de la domination américaine, mais aussi de la plus faible tolérance à la violence des populations. Liang et Xiangsui voient donc un dénominateur commun entre « les attaques financières de George Soros en Asie de l'Est, l'attaque terroriste de l'ambassade américaine par Oussama ben Laden, l'attaque au gaz sarin dans le métro de Tokyo par les disciples de la secte Aum Shinri Kyo, et le désordre créé par des gens comme Robert Tappan Morris sur Internet, dont les degrés de destruction ne sont en rien seconds aux guerres classiques, et qui représentent une semi-guerre, une quasi-guerre, et une sous-guerre ».
En d'autres termes, « si l'on observe une baisse relative de la violence militaire, nous voyons indéniablement surgir une augmentation dans la violence politique, économique et technologique ». La vraie guerre aujourd'hui est celle de la soumission par tous les moyens aux intérêts du pays dominateur.

### Partie I: De la nouvelle manière de faire la guerre
La civilisation a été marquée par le développement d'une éthique utilitariste de la science. En d'autres termes, la technologie lui a été préférée, en ce qu'elle permettait à l'Homme de se faire plus grand. Toutefois, l'espace cyber pose un défi nouveau à l'être humain : « si cette technologie se développe d'une manière telle qu'elle ne peut être contrôlée par l'homme, l'humanité deviendra sa victime ». 
Les auteurs reviennent sur le rapport entre les nouvelles technologies et la guerre. Les conflits entraînent la recherche et le développement de nouvelles technologies et d'applications d'anciennes technologies. On estime ainsi que la guerre du Golfe a vu l'utilisation de plus de 500 types de nouvelles technologies et de technologies développées dans les années 1980. 

#### La révolution des armements
L'apparition d'une nouvelle arme efficace précède toujours une révolution dans les affaires militaires. Toutefois, une arme n'est aujourd'hui plus suffisante pour rebattre les cartes ; il en faut plusieurs dizaines ou centaines. Le véritable changement à l'avenir est que les pays créeront les armes qui correspondent aux batailles qu'ils veulent mener, et non l'inverse. 
Les auteurs appellent à ne pas donner plus de valeur que nécessaire aux technologies de l'information, qui sont certes importantes, mais qui reposent sur un réseau de technologies qui ne sont pas liées à l'information. Ils considèrent par exemple que la biotechnologie aura plus d'effet que les technologies de l'information à l'avenir.
Liang et Xiangsui considèrent que « l'invention des armes nucléaires, ces armes ultra-létales qui peuvent effacer l'humanité, l'a plongée dans un piège existentiel de sa propre facture ». Les auteurs soutiennent que l'émergence d'armes précises, ainsi que d'armes non-létales, est un tournant dans l'histoire de l'armement.

#### Le visage du dieu de la guerre est devenu indiscernable
Citant André Beaufre, les auteurs rappellent qu'« à travers l'Histoire, l'art de la guerre a toujours été mouvant ». Ils reviennent sur des guerres célèbres, comme la mythique guerre de Troie, ou encore les guerres de l'opium, par lesquelles les Anglais ont cherché à détruire la Chine. Ils considèrent que les Anglais ont mis en place « le trafic de drogue à la plus grande échelle de l'Histoire ». 
Les auteurs soutiennent que la chute du rideau de fer et la fin de l'antagonisme Est-Ouest a déstructuré les perceptions des peuples en termes d'opposants politiques et idéologiques. Cela se traduit par une confusion générale des alliances : « l'Irak, qui était une année attaquée par l'Iran avec le soutien des États-Unis, était l'année suivante devenue la cible de l'armée américaine » ; la Grèce et la Turquie, alliés dans l'OTAN, ont aussi une rivalité. 
Liang et Xiangsui reviennent sur les causes qui ont mené plusieurs pays à entrer en guerre contre le Koweït lors de la guerre du Golfe. Selon eux, les Britanniques voulaient remercier l'Amérique de l'avoir défendue lors de la guerre des Malouines, l'Arabie saoudite voulait que son proche concurrent soit mis hors d'état de nuire, et la France a envoyé des troupes au dernier moment « afin d'éviter l'évaporation complète de leur influence traditionnelle au Moyen-Orient ». 
La guerre a radicalement changé car les moyens guerriers non-militaires ont pris le dessus. Il en est ainsi de la guerre psychologique : « même le dernier refuge de la race humaine, à savoir le monde intérieur qu'est son cœur, ne peut esquiver les attaques de la guerre psychologique ». Ainsi, « si un jeune homme qui attend ses ordres vous demande : où est le champ de bataille ? Votre réponse doit être : partout ». Le livre soutient que les hackeurs, les pirates informatiques, sont les soldats des guerres de demain. 
Les auteurs reviennent sur les nouvelles formes de guerre. La guerre commerciale en est une des plus importantes, que l'Amérique utilise beaucoup. L'utilisation de lois extraterritoriales, l'imposition d'embargos, la mise en place de droits de douane, etc., en font partie. Il y a également la guerre financière, qui permet d'utiliser les marchés financiers pour mettre à bas des pays. Le chaos économique mène à un chaos social et même politique. Les auteurs donnent comme exemples George Soros dans le cas de la crise financière asiatique de 1997, et la manière dont Helmut Kohl a manipulé le cours du mark pour faire chuter le mur de Berlin.   
Liang et Xiangsui mettent en garde contre les ingérences et les actions des ONG créées par des multimillionnaires, et qui sont souvent le bras armé de stratégies contre les États. Ils avertissent de la montée en puissance des mouvements terroristes transnationaux.   

#### Un classique qui dévie des classiques
La guerre du Golfe inaugure une nouvelle ère dans la guerre. Elle a par ailleurs été permise par un alignement des intérêts, car le Japon et l'Allemagne ont instrumentalisé la guerre pour marquer leur retour sur la scène internationale, et l'Arabie saoudite pour se débarrasser d'un concurrent. La guerre témoigne aussi de la dépendance croissance de l'Amérique vis-à-vis de pays tiers dans son armement : la coopération technologique du Japon est par exemple nécessaire pour certaines pièces électroniques. Cette guerre est d'autant plus importante qu'elle marque l'ouverture d'une ère d'alliances fluides et de circonstances, où le facteur idéologique joue un rôle moindre. 
Liang et Xiangsui considèrent que les Américains attendaient avec impatience que Saddam Hussein fasse un pas de côté pour pouvoir tester le Reorganization Act, une récente loi qui avait réformé la gestion des affaires militaires au Pentagone.  
Les auteurs défendent l'idée selon laquelle la retransmission en direct de la guerre à la télévision a retiré aux chefs de guerre occidentaux l'avantage qu'ils avaient sur la population jusqu'à présent. L'Américain moyen a autant vu d'images de la guerre du Golfe en train de se faire que le président des États-Unis. Cela consacre également un pouvoir des médias, qui montrent seulement un aspect de la guerre, souvent en chœur ; les médias sont ainsi devenus un « roi sans couronne ».   

#### Que gagnent les Américains en touchant à l'éléphant?
Les auteurs considèrent que les Américains sont marqués par un instinct nationaliste, qui se traduit dans une forme de sectarisme au sein des cercles et institutions militaires. Se trouvent ainsi dans les stratégies américaines « des angles morts théoriques et des erreurs de pensée ». Liang et Xiangsui mettent notamment en lumière la séparation stricte entre l'armée de terre et l'armée navale, qui existe depuis la Guerre de Sécession et qui « est devenue une maladie chronique qui donne des maux de tête aux présidents américains et au Pentagone », malgré la réorganisation récente des affaires militaires.
Liang et Xiangsui attirent l'attention sur le décalage croissant entre la valeur des armes utilisées par les Américains et la pauvreté des cibles qu'ils attaquent (« ils tirent sur des oiseaux avec des balles en or »). Cela est lié au fait que la réduction du nombre de morts américaines à 0 est devenu le premier objectif des hommes politiques américains. L'Amérique a mis en place une stratégie globale appelée « Total dimensional warfare ».

### Partie II: Une discussion sur les nouvelles méthodes d'opération
Les généraux reviennent sur l'expression de révolution militaire. Ils y voient un concept proprement américain : « Les Américains, qui ont toujours aimé être les leaders dans plusieurs domaines, sont très bons pour créer un produit et ensuite le déverser sur le reste du monde ». Ainsi, même les pays qui ont le plus cherché à éviter l'invasion de la culture américaine ont été conquis par leurs idées et concepts. Le défaut américain semble être la survalorisation de la technologie.
Les auteurs remarquent la difficulté américaine à changer de logiciel à la chute de l'URSS : l'armée a toujours besoin d'un ennemi étatique, qui représente une menace face à la sécurité nationale.

#### La nouvelle méthodologie des jeux de guerre
Personne n'a encore vu la guerre de demain. Liang et Xiangsui dressent un parallèle entre la France de la Seconde Guerre mondiale, qui se croyait protégée par la ligne Maginot, et les États-Unis de la fin du XXe siècle. Les guerres récentes sont marquées par l'intervention des Nations unies, qui s'ingèrent dans des conflits régionaux. Les puissances répondent à cela en développant des armes non-militaires, ou non purement militaires, qui permettent de guerroyer sans déclarer la guerre.
Les généraux remarquent que, malgré ses moyens gigantesques, l'armée américaine reste mal coordonnée. « Ce qui donne envie de rire ou de pleurer, c'est qu'ils ont 49 départements et bureaux responsables de la lutte antiterroriste, mais il n'y a que très peu de coordination et de coopération entre eux ».
Selon les généraux, la meilleure méthode pour lutter contre des ennemis qui ne respectent pas les règles est de ne pas respecter les règles non plus. Les auteurs relèvent que le gouvernement de Hong Kong a utilisé ses réserves de change comme armes de guerre, et que le gouvernement britannique a autorisé ses services de renseignement à assassiner des leaders politiques étrangers qu'ils considéraient comme terroristes. L'armée américaine se prépare à une confrontation avec des adversaires high tech, oubliant par là même que ses adversaires pourraient être en réalité low tech.

#### Trouver les règles de la victoire
Il n'existe pas de règles définitives de la victoire militaire : ces règles doivent être trouvées empiriquement. Les auteurs accordent une grande importance aux nombres, et citent Pythagore et Le Corbusier. Les auteurs croient trouver en le nombre d'or une règle universelle et la voient dans tous les grands moments de l'Histoire, de la prise de Moscou par Napoléon à la défaite des Nazis à Stalingrand. Selon eux, « de tels exemples sont répandus dans toute l'Histoire, ce qui est assez fascinant. Lorsque l'on les prend de manière isolée, on dirait des accidents qui se succèdent. Mais le Créateur ne fait jamais rien sans raison [...] Il faut admettre qu'il y a ici une règle ».
Liang et Xiangsui reviennent sur leur conception de la puissance publique. Sans gouvernement, « le peuple n'est qu'un tas de sable » ; des soldats sans commandement militaire ne sont que des groupes armés. Les auteurs recommandent la stratégie visant à laisser l'ennemi s'épuiser avant d'attaquer, et de ne pas attaquer frontalement mais en biais, comme le recommandait Basil Henry Liddell Hart. Ils y voient le clef de la réussite des Nazis lors des attaques de la Seconde Guerre mondiale sur la France. La règle d'or nous apprend qu'il ne faut pas frapper l'objectif (1), mais légèrement à côté (0,618).
Les généraux traitent de la stratégie militaire post-soviétique. La Russie n'ayant plus les moyens de ses ambitions, elle a décidé de faire de l'arme nucléaire le pivot de sa stratégie militaire. Elle s'est donc recentrée sur ce qu'elle avait de plus meurtrier pour économiser ailleurs.
La guerre est, selon les auteurs, difficile à comprendre et à expliquer. « Elle a besoin de technologie, mais la technologie ne peut se substituer au moral des soldats et à la stratégie. Elle a besoin d'inspiration artistique, mais rejette le romantisme et le sentimentalisme. Elle a besoin d'une précision mathématique, mais la précision peut parfois la rendre mécanique et rigide. Elle a besoin d'abstraction philosophique, mais la pensée pure ne permet pas de saisir les opportunités fugaces ».

#### Dix mille méthodes en une: les combinaisons qui permettent de transcender les frontières
Connaître les stratégies gagnantes de la guerre n'assure en rien de les gagner. Les auteurs prévoient que « dans les guerres futures, les règles de la victoire exigeront des sacrifices importants de la part du gagnant ». Liang et Xiangsui remarquent l'importance de la figure de Nicolas Machiavel, qui, avec son Prince, a été un précurseur de la guerre hors limites. Il a rompu avec la chevalerie romantique du Moyen Âge et pensé amoralement.
Les généraux redéfinissent la guerre hors limites. Le monde étant interconnecté, les frontières sont dissoutes. Le supra-national jouera un rôle croissant à l'avenir, à travers des institutions qui dépassent les États, comme l'Union européenne, l'Organisation des Nations unies, etc. Les auteurs remarquent que le rapport annuel du département de la Défense des États-Unis énonce clairement que l'Amérique doit s'introduire dans un maximum d'organisations internationales afin d'influencer sa politique de l'intérieur.
Cela permet aux États-Unis de mener une guerre économique. L'Amérique s'est opposée, lors de la crise financière asiatique, à la proposition japonaise d'un fonds monétaire asiatique, et a poussé à la place le FMI à proposer des prêts. En échange de cela, les pays en question devaient ouvrir leur marché aux capitaux étrangers, permettant aux Américains d'acheter des entreprises, notamment coréennes, à faible prix.

#### Principes essentiels
Les auteurs rendent hommage à Sun Tzu, qui soutenait que si l'on connaît son ennemi et soi-même, alors on ne perd jamais une bataille, qu'il faut prendre l'ennemi non préparé par surprise, et frapper là où l'adversaire est faible. Malgré la sagesse chinoise dans ce domaine, c'est vers la figure tutélaire de Napoléon que les auteurs se tournent : « En Occident, 2 400 ans plus tard, Napoléon révélera son véritable désir à l'académie militaire de Saint-Cyr, célèbre dans le monde entier, et qui porte son nom au-dessus de sa porte d'entrée : 'Écrire un livre, décrivant les principes de la guerre précisément, et le donner à tous les soldats' ». Il est nécessaire de lire les grands ouvrages de stratégie militaire européens, car l'Europe a eu de grands généraux.
Un des principes cardinaux de la guerre est de fixer un nombre limité d'objectifs, dont l'accomplissement est possible. L'emploi de moyens doit être illimité, dans un cadre d'objectifs limité. Les auteurs invitent les lecteurs à réfléchir aux guerres asymétriques, de plus en plus fréquentes, car elles révèlent les faiblesses de l'adversaire. Ce fut le cas lors de la guerre entre la Russie et la Tchétchénie, de l'Amérique contre la Somalie, ou encore de l'Occident contre le djihad islamique.

### Conclusion et postface
Les auteurs récapitulent leur pensée. L'intégration technologique facilite les confrontations et les rapprochements des civilisations, qui sont mises en danger par des crises protéiformes, financières comme environnementales. Les États-nations, nés des traités de Westphalie, sont en train d'être dépassés et remis en cause par l'ampleur des crises. Ainsi, citant Georges Clemenceau, les auteurs soutiennent que la guerre est trop importante pour être laissée aux militaires.

## Postérité
Le livre a connu un grand retentissement, notamment aux États-Unis. Le livre fait l'objet d'une brève par l'École de guerre économique dès 2004, une année après sa traduction en français. Christophe-Alexandre Paillard considère, dans ses Nouvelles guerres économiques, qu'il s'agit d'un livre essentiel pour comprendre la pensée stratégique chinoise. François Pernot, en 2021, dans son Histoire de la guerre, qualifie le livre d'« ouvrage majeur pour comprendre le modèle chinois de la guerre au XXIe siècle ».